# Invermere
Invermere (auch Invermere on the Lake) ist eine Distriktgemeinde im Südosten der kanadischen Provinz British Columbia.

## Lage
Die Stadt liegt nahe der Grenze zu Alberta im Nordwesten des Lake Windermere. Der Hauptteil der eigentlichen Ortschaft liegt zwischen dem See und dem Columbia River. Nach Calgary im Nordosten sind es ca. 280 Kilometer.

## Geschichte
Invermere wurde im Jahre 1810 als Handelsplatz eingerichtet. Früher wurde der Ort Copper City und Canterbury genannt, bevor er den Namen Invermere erhielt (nach den Schottischen Wörtern inver („aus dem Mund heraus“) und mere („See“)).
Erst nach einer langen Zeit verhaltenen Wachstums kam es am 22. Mai 1951 zur Anerkennung der politischen Gemeinde Village Invermere (incorporated) und der damit verbundenen Zuerkennung der kommunalen Selbstverwaltung. Eine weitere Anerkennung als District of Invermere erfolgte am 29. November 1984.

## Demographie
Der Zensus im Jahr 2011 ergab für die Distriktgemeinde eine Bevölkerungszahl von 2955 Einwohnern. Die Bevölkerung hatte dabei im Vergleich zum Zensus von 2006 um 1,6 Prozent abgenommen, während die Bevölkerung in ganz British Columbia gleichzeitig um 7 Prozent angewachsen war.
Bei dem Zensus im Jahr 2016 wurden 3391 Einwohner gezählt.

## Verkehr

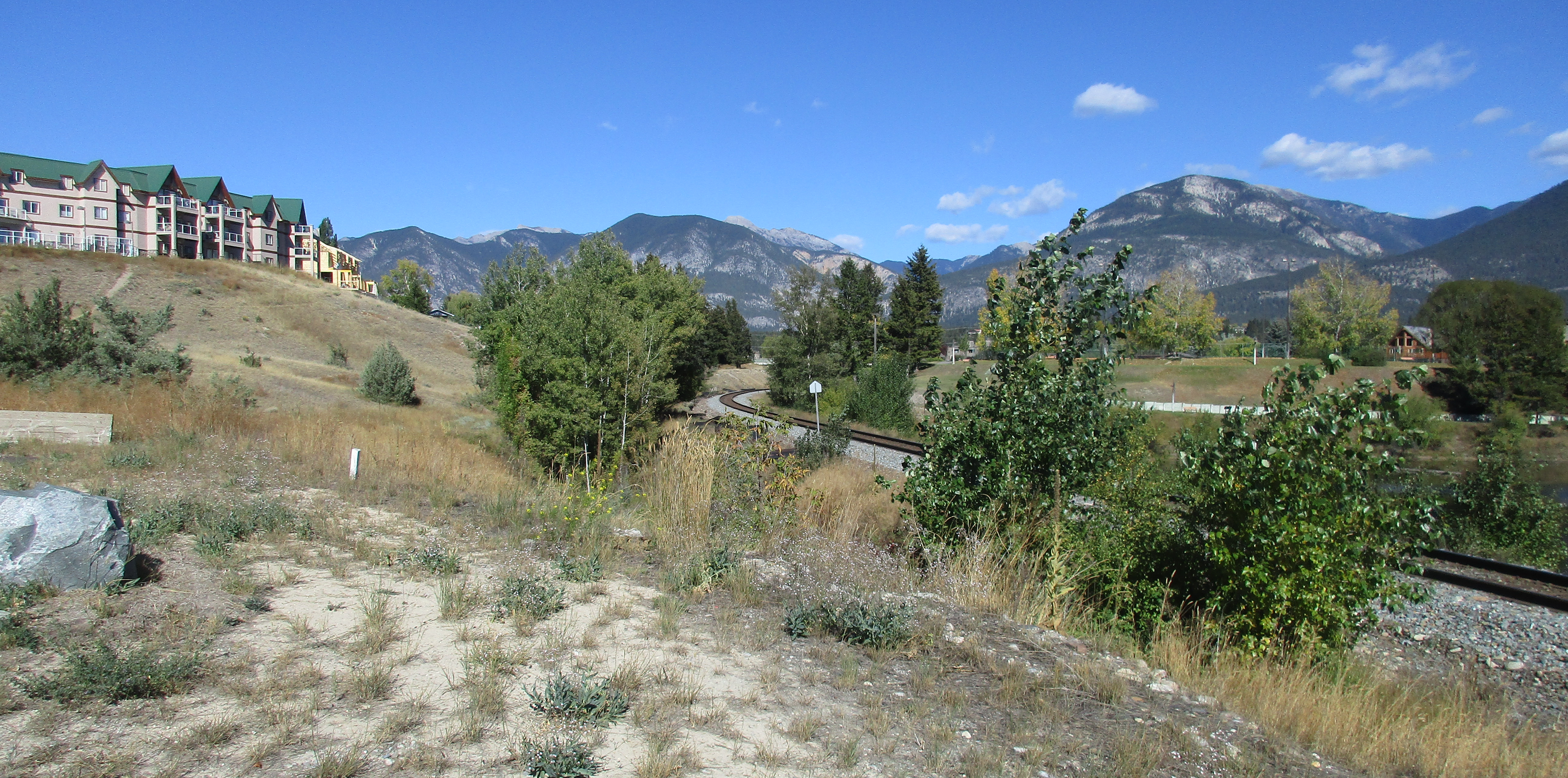
Eisenbahnstrecke in Invermere

In Richtung Nord-Süd führt, auf der östlichen Seite des Lake Windermere, der Highway 93/95 durch die Distriktgemeinde. Die Durchgangsstraße Toby Creek Road verbindet die Ortschaft mit dem Highway. Nach Calgary im Nordosten sind es ca. 120 km.
Etwa 2 Kilometer nordöstlich der Gemeinde befindet sich der Flugplatz (Transport Canada Identifier: CAA8). Der Flugplatz hat nur eine 914 Meter kurze asphaltierte Start- und Landebahn.
Weiterhin führt durch den Ort eine Eisenbahnstrecke, die nordwestlich am Dorothy Lake vorbeiführt.
Der öffentliche Personennahverkehr wird regional durch das „Columbia Valley Transit System“ angeboten, welches von BC Transit betrieben wird. Das „Columbia Valley Transit System“ bietet zwei Verbindungen an:
- North Connector (Edgewater–Radium Hot Springs–Invermere) und
- South Connector (Invermere–Windermere–Fairmont Hot Springs–Canal Flats)

## Persönlichkeiten
- Shaw Madson (* 1977), Schauspieler und Synchronsprecher
- Christine Keshen (* 1978), Curlerin
- Courtney Hoffos (* 1997), Freestyle-Skierin

## Tourismus
Mit bis zu knapp 40.000 Gästen an Sommerwochenenden bildet Invermere das Tourismus-Zentrum im Tal des Columbia River zwischen Golden und Cranbrook. Im Sommer ist Invermere ein Touristenziel für Besucher aus Calgary.